# Notnops
Notnops calderoni es una especie de araña araneomorfa de la familia Caponiidae. Es el único miembro del género monotípico Notnops. Se encuentra en  Chile en la región de Valparaíso.

## Etimología
Esta especie fue nombrada en honor del aracnólogo chileno Raúl Calderón González.